# Ça Ira
Ça Ira ist eine Oper über die französische Revolution in drei Akten, komponiert von Roger Waters nach einem Libretto von Nadine und Étienne Roda-Gil. Die Uraufführung des Werkes fand am 17. November 2005 im Auditorium Parco della Musica in Rom statt.

## Handlung
Ça Ira erzählt die Geschichte der französischen Revolution in der Form eines Zirkusses, in dem die verschiedenen Charaktere, wie Ludwig XVI. oder Marie-Antoinette stellenweise Zuseher oder selbst Mitwirkende in der Manege sind. Die Zentralfigur der Oper stellt dabei der Zirkusdirektor (engl. „the ring master“) dar. Waters gab zu, die historischen Ereignisse  ein wenig abgeändert zu haben, da die Realität „ein bisschen inadäquat“ war.

## Gestaltung
Die Oper wurde für ein vollständiges Orchester, vier Gesangssolisten, einen Chor und einen Kinderchor geschrieben. Musikalisch orientiert sich Ça Ira stellenweise an den Werken von Hector Berlioz, Johannes Brahms, Giacomo Puccini (den Waters selbst als Inspiration angibt) und Vincenzo Bellini. Auch Ähnlichkeiten zu Waters' Schaffen als Rockmusiker wurden von einigen Kritikern notiert.

## Entstehung
Der Songwriter Étienne Roda-Gil und seine Frau Nadine hatten 1989, im Rahmen des 200-Jahre-Jubiläums der französischen Revolution, das Libretto für Ça Ira geschrieben, welches über einen gemeinsamen Freund zu Waters gelangte. Dieser begann kurz darauf, die dazugehörige Musik zu komponieren und hatte bereits nach sechs Wochen eine Demoaufnahme vollendet. Der damalige französische Präsident François Mitterrand zeigte sich laut Waters begeistert von dieser Demo und schlug vor, Ça Ira in der Opéra Bastille uraufzuführen. Nachdem Dirigent Daniel Barenboim gefeuert wurde, scheiterte dieser Plan jedoch, wie Waters später in einem Interview erklärte, an der Abneigung der französischen Operndirektoren gegenüber einer Oper aus der Feder eines englischen Bassisten. Ab 1997 begann Waters auf Drängen von Sony hin mit einer englischen Übersetzung des Librettos. Bei der Orchestration wurde Waters von Komponist, Dirigent und Arrangeur Rick Wentworth unterstützt, da Waters selbst kaum Noten lesen konnte.
2002 wurde zum ersten Mal ein Teil der Oper öffentlich aufgeführt, als die Ouvertüre am 16. Oktober vom Royal Philharmonic Orchestra während einem Konzert für die Countryside Alliance gespielt wurde. Am 1. Mai 2004 wurde ein (im Vorhinein aufgenommener) weiterer Teil der Oper bei den Feierlichkeiten für den EU-Beitritt Maltas mitsamt einer Laser-Show abgespielt.
Am 17. November 2005, mehr als 15 Jahre nach Entstehung des Librettos, fand schließlich eine konzertante Uraufführung von Ça Ira im Auditorium Parco della Musica in Rom statt. Sowohl Etienne (2004) als auch Nadine Roda-Gil (1990) waren zu diesem Zeitpunkt bereits verstorben. Beinahe ein Jahr später, am 27. August 2006, wurde die Oper dann in Polen zum ersten Mal vollständiger inszeniert aufgeführt.

## Rezeption
Ça Ira erhielt generell sehr gemischte Kritiken. Während manche Publikationen die Oper priesen, und es bei der Premiere in Rom sogar Standing Ovations gab, wurde die Komposition oftmals als „zu konventionell“ und „unoriginell“ kritisiert. Die britische Musikzeitschrift Gramophone bezeichnete Waters' Utilisation des Orchesters als „kompetent, aber wenig originell“ und Allan Kozinn verglich Ça Ira eher mit einem Musical als einer Oper. David N. Lewis von Allmusic nannte die Struktur „enorm monochromatisch und langweilig für den durchschnittlichen Opernhörer“, merkte aber an, dass Ça Ira als „überdurchschnittlich gut“ gelten würde, wäre Andrew Lloyd Webber und nicht Roger Waters der Name über dem Titel.

## Aufnahme
Am 27. September 2005 (also bereits vor der Uraufführung) wurde eine Studioaufnahme von Ça Ira als Doppel-CD, produziert von Waters und Wentworth, veröffentlicht. Auf dieser sind unter anderem die Sänger Bryn Terfel (Bariton), Ying Huang (Sopran) sowie Paul Groves (Tenor) zu hören. Die Veröffentlichung beinhaltet außerdem eine Bonus-DVD mit dem Making-of der Oper.